# 上井町
上井町（あげいちょう）は、鳥取県東伯郡にあった町。現在の倉吉市の一部にあたる。

## 地理
羽合平野の南西部、天神川の下流域右岸地帯に位置していた。
- 山岳：大平山[4]

## 歴史
- 1889年（明治22年）10月1日、町村制の施行により、河村郡上井村、海田村、福庭村、清谷村が合併して村制施行し、日下村が発足[3][5]。旧村名を継承した上井、海田、福庭、清谷の4大字を編成[3]。村役場を大字福庭に設置[3]。
- 1896年（明治29年）4月1日、郡の統合により東伯郡に所属。
- 1918年（大正7年）県蚕業試験場を鳥取から大字上井に移転[3]。
- 1935年（昭和10年）綿の品種改良を行う県農業試験場東伯分場を大字福庭に開設[3]。
- 上井駅の周辺に商店が集まり人口が増加し、1944年（昭和19年）7月1日、町制施行して名称を変更し上井町となる[1][6]。
- 1953年（昭和28年）10月1日、東伯郡西郷村、倉吉町、上小鴨村、社村、上北条村、北谷村、高城村、灘手村（一部）と合併し、市制施行して倉吉市を新設して廃止された[1][6]。合併後、倉吉市大字上井・海田・福庭・清谷となる[6]。

### 地名の由来
- 日下村：日下部に由来[3]。

## 産業
- 農業、商業[6]
- 1917年（大正6年）片倉製糸（現片倉工業）上井工場開設[3]

## 交通

### 鉄道
- 1903年（明治36年）官設鉄道山陰線（現山陰本線）が部分開通し倉吉駅設置[3]。1912年（明治45年）上井駅に改称[3]。（現倉吉駅）

## 教育
- 1873年（明治7年）福庭学校開校[3]。1887年（明治20年）清谷尋常小学校開校[3]。1890年（明治23年）両校を統合し日下尋常小学校とし大字福庭に設置[3]。1924年（大正13年）高等科設置[3]。1941年（昭和16年）日下国民学校を経て、1947年（昭和22年）日下小学校に改称[6]。（参照：倉吉市立河北小学校）
- 1893年（明治26年）河村郡内各村組合立河村高等小学校を設置[3]。1902年（明治35年）5か村組合立河村高等小学校に改称[3]。
- 1947年、河北中学校開校[6]（現倉吉市立河北中学校）
- 1924年（大正13年）河北実業補習学校設立[3]。のち専修学校に改称し5か町村組合立となる[3]。
- 1941年、河北農業学校開校[3]。1948年（昭和23年）河北実業高等学校に改称[6]。（参照：鳥取県立倉吉総合産業高等学校）

## 名所・旧跡
- 波波伎神社（式内社）[3]
- 福庭古墳[4]